# Åbo blodbad
Åbo blodbad (på finska Turun verilöyly) var den avrättning som den 10 november 1599 ägde rum efter hertig Karls rättegång mot Sigismunds kungatrogna anhängare.
Hertig Karls hämnd på de besegrade inleddes i ett tidigt skede. I samband med belägringen av Åbo slott hade befälhavaren på Kastelholm Salomon Ille och hans närmaste män avrättats. De följde blodsdomarna till Helsingfors i september och därefter rullade huvudena i Viborg (Viborgs blodbad). I början av november anlände Karl till Åbo, där nu en domstol av bland annat borgmästare och råd tillsattes. Karl var inte ens villig att uppskjuta verkställandet av domarna tills ständerna hade hörts. På torget utanför rådhuset i Åbo avrättades 14 man, och huvudena uppsattes på rådhusväggen. Sinnena i Åbo upprördes speciellt av avrättningen av den unge Johan Fleming, son till marsken Clas Fleming, och ynglingens halvbror Olof Clason.
Avrättningarna i Finland kan ses som en upptakt till det som några månader senare tilldrog sig i Sverige, Linköpings blodbad.